# Burg Colmberg

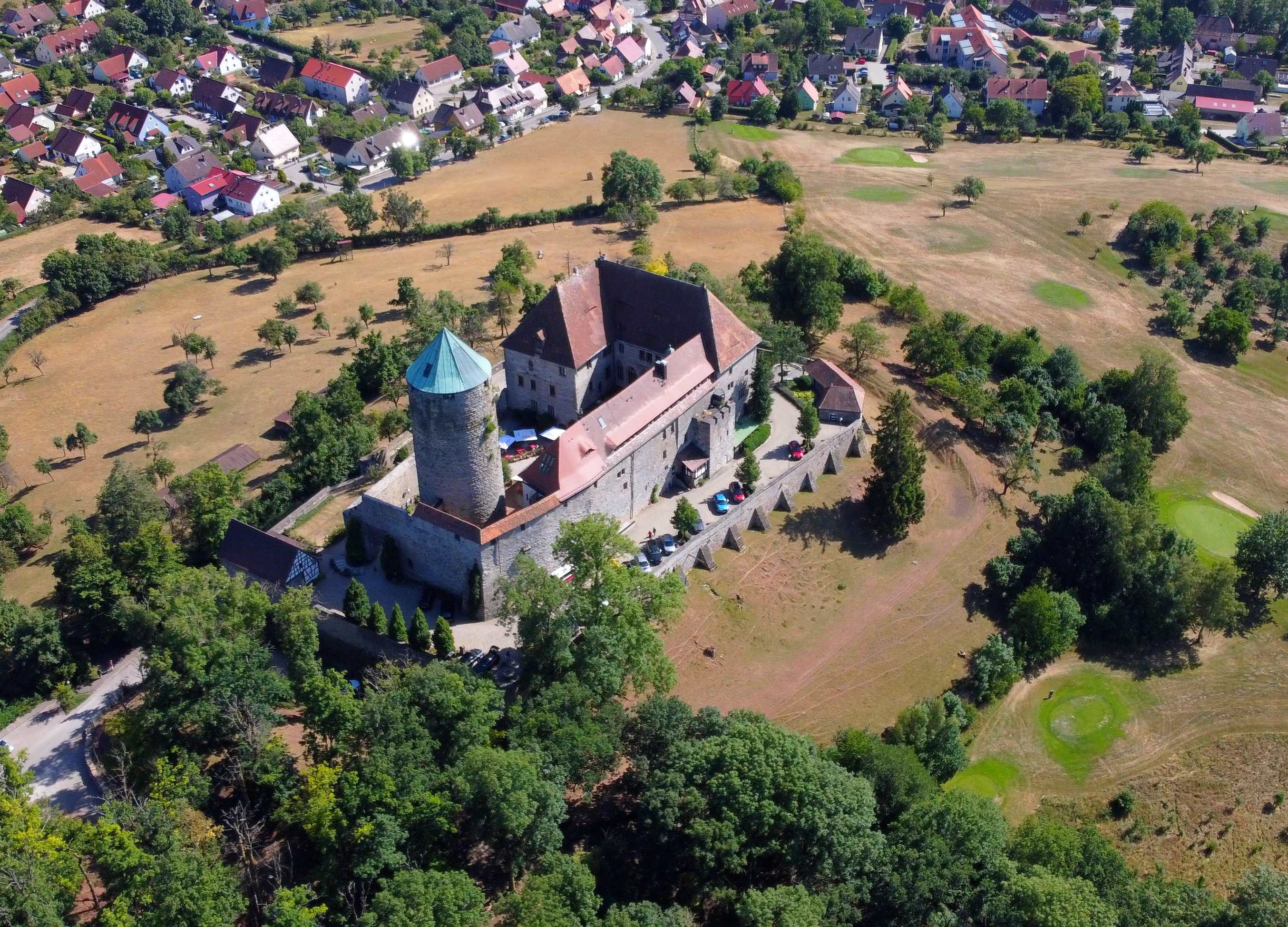
Luftbild der Burg Colmberg aus nördlicher Richtung (2022)

Die Burg Colmberg, auch Burg Kolbenberg genannt, ist eine Spornburg auf dem 511 m ü. NHN hohen „Heuberg“ im Altmühltal 35 Meter über dem Markt Colmberg im Landkreis Ansbach in Bayern.

## Vorgeschichte
Auf dem gleich über dem Dorf Colmberg gelegenen Heuberg (früher Eichelberg) fand man Spuren jungsteinzeitlicher Jäger. Zur Keltenzeit gab es dort möglicherweise eine kleine Siedlung. Das ganze obere Altmühltal bestand am Anfang des Mittelalters auf den Anhöhen aus Urwald und in der Nähe des Flusses und der Bäche aus Sumpf.
Nach 720 wurde die hiesige Gegend von den Frankenkönigen in Besitz genommen und als Jagdgebiet genutzt. Auch Karl der Große soll hier schon Auerochsen gejagt haben, an welche der Ortsname Auerbach heute noch erinnert.

## Geschichte

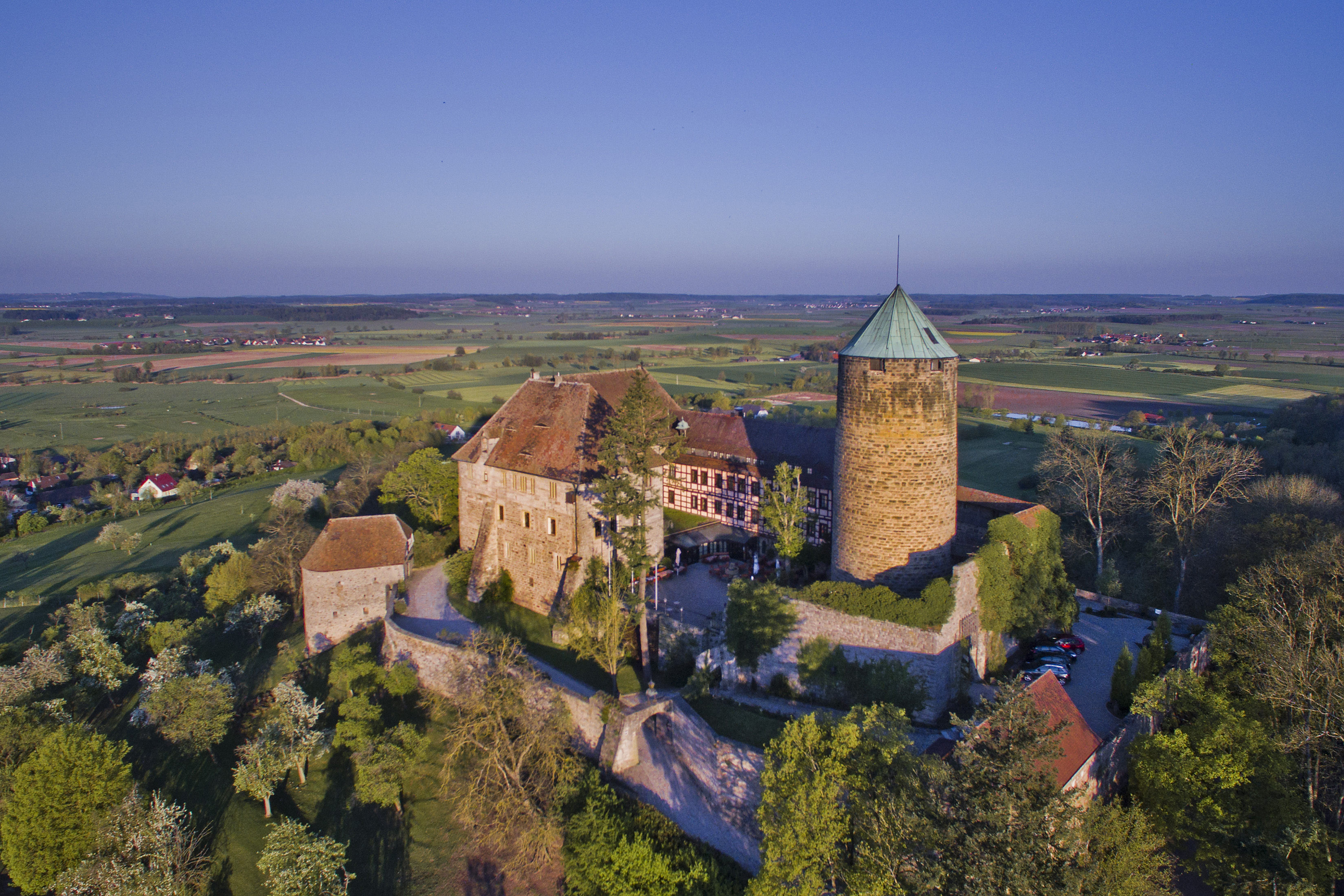
Burg Colmberg aus südöstlicher Richtung

### Grafen von Truhendingen
Aus den Urkunden lässt sich die Geschichte der Burg erst ab dem 13. Jahrhundert erschließen, alle Behauptungen über die vorangegangene Zeit sind rein spekulativ. Die Burg erscheint erstmals ausdrücklich 1269 im Besitz der Grafen von Truhendingen, die die Burg durch Vögte verwalten ließen, die den damaligen rechtlosen Zustand für sich durch selbstherrliche Übergriffe ausnützten. Die ältesten Gerichtsbücher der Reichsstadt Rothenburg bezeugen nach 1274 eine fast endlose Kette von Klagen über Straftaten der Colmberger Amtleute vor dem dortigen Gericht, z. B. über unbezahlte Schulden, nicht eingehaltene Bürgschaften, Hausfriedensbruch, Raub, Freiheitsberaubung, Diebstahl und Brandstiftung. Schließlich wurde 1293 nicht etwa der damalige truhendingische Vogt, sondern die gesamte Burg Colmberg geächtet. Weil die Grafen von Truhendingen in immer größere finanzielle Schwierigkeiten gerieten, trennten sie sich von dieser so schlecht beleumundeten Festung, einer urkundlich belegbaren Raubritterburg. Colmberg wurde schließlich am 13. Juli 1318 zusammen mit der Stadt Leutershausen und dem Umland für 6200 Pfund (Schwäbisch) Haller Pfennige an den Burggrafen Friedrich IV. von Nürnberg verkauft.

### Fränkische Hohenzollern

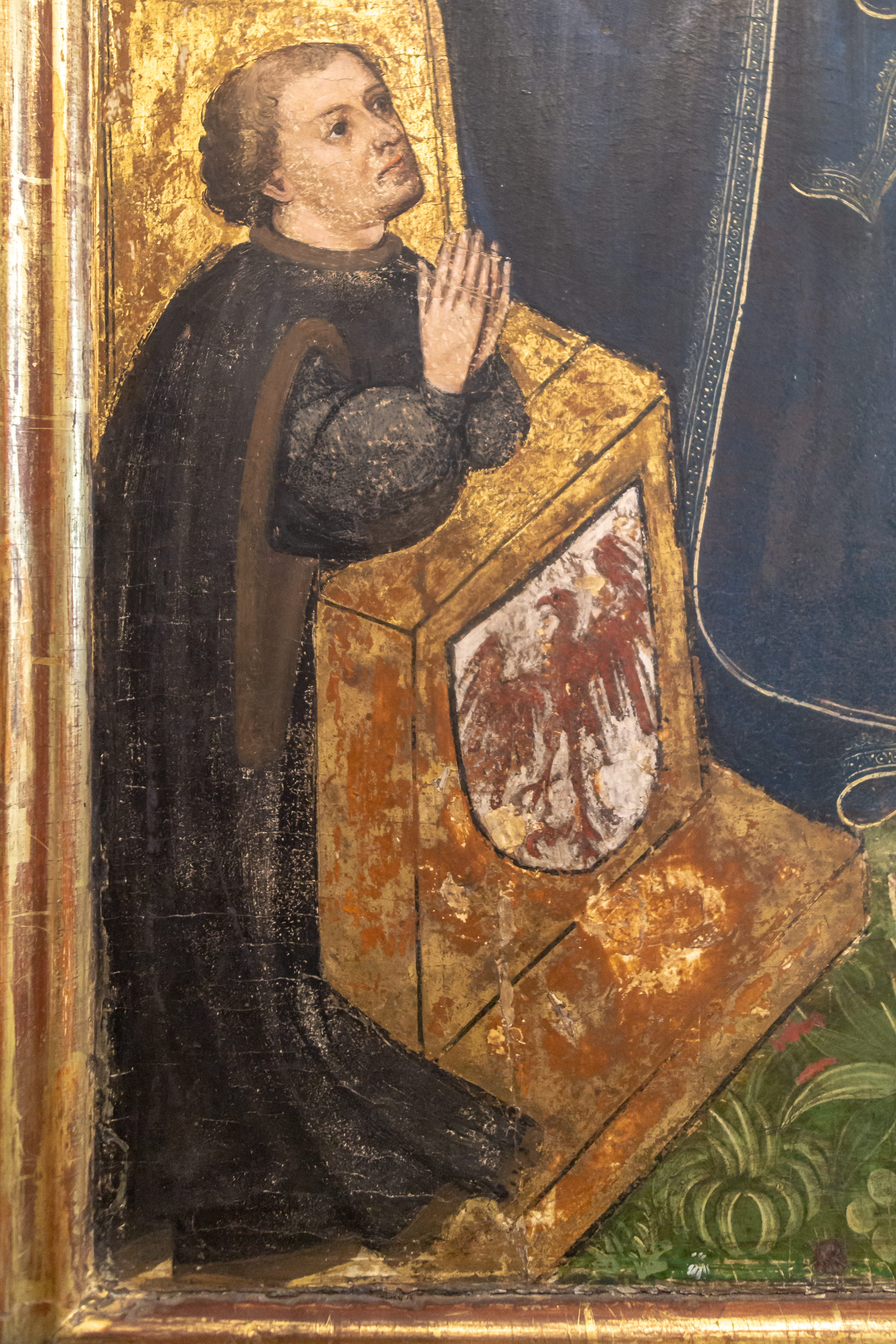
Friedrich VI. von Hohenzollern

Fast 500 Jahre lang war nun diese Festung mit ihrem Umland ein wichtiger Besitz der Hohenzollern, den sie zwar dreimal wegen Schulden verpfändeten, aber immer wieder auslösten. Ihre Vögte überwachten von hier aus den Zugang zur Reichsstadt Rothenburg ob der Tauber, zu welcher die Burggrafen ein überaus gespanntes Verhältnis pflegten. Und so wurde die Burg 1407 zum Sammelort aller hohenzollerischen Lehensleute und ihrer Verbündeten in einer aus einer Fehde erwachsenen kriegerischen Auseinandersetzung mit Rothenburg und ihrem Bürgermeister Toppler. Geschätzte 10 000 Mann zogen unter der Führung des Burggrafen Friedrich VI. zur Belagerung der Reichsstadt. Rothenburg musste schließlich verhandeln und fünf Burgen im eigenen Besitz schleifen lassen. Aufgrund der gewaltigen Kosten, die der gewonnene Krieg gegen Rothenburg verursacht hatte, verlagerte Friedrich VI. nun seinen Hauptwohnsitz auf die Burg Colmberg. Hier waren die Haltungskosten erheblich billiger als auf der Cadolzburg oder in Nürnberg.
Nach dem erfolgreichen Feldzug gegen die Türken, in welchem er Sigismund von Luxemburg, den man 1410 zum deutschen König wählte, das Leben rettete, wurde Friedrich zum Dank am 30. April 1415 die erbliche Würde des Markgrafen und Kurfürsten von Brandenburg verliehen: Aus dem Burggrafen Friedrich VI. wurde nun der Markgraf Friedrich I. von Brandenburg. Wegen des neu gewonnenen Territoriums war er häufig in Norddeutschland und überließ die Regierung der hiesigen Markgrafschaft seiner Ehefrau Elisabeth von Bayern-Landshut („Schöne Else“ genannt), die immer noch hier residierte. Als Friedrich 1440 starb, wurde die Burg für zwei Jahre zum Witwensitz der „Schönen Else“. Die Bilder des berühmten Ehepaares finden sich heute noch in der Burgkapelle über dem Harmonium.

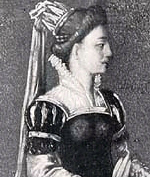
Elisabeth von Bayern („Schöne Else“)

Nach dem Tod der „Schönen Else“ blieb die Burg Mittelpunkt des markgräflichen Oberamts Colmberg. Die Verwalter des Oberamtes Colmberg wurden als Oberamtsleute oder Vögte (ihre Stellvertreter im hiesigen Vogteiamt) bezeichnet. Allerdings hatten auch die Hohenzollern ihre Probleme mit ihren Burgvögten, weil sie diese von Berlin bzw. Ansbach aus nicht ausreichend überwachen konnten. Angeblich hatte der Colmberger Vogt Rüd einen mit einem Wagenzug vorbeifahrenden Rothenburger Ratsherren gefangen genommen und ihn im Burgverlies verfaulen lassen. Jedenfalls plünderten 1449 die Rothenburger Soldaten 18 markgräfliche Dörfer im ganzen oberen Altmühltal und brannten sie zusammen mit der Oberen Vorstadt von Leutershausen nieder. Weil sie die Mauern der Festung – die mit Katapulten beschossen wurde – nicht stürmen konnten, wurde das Dorf Colmberg ebenfalls in Asche gelegt. Im Gegenzug ließ Markgraf Albrecht Achilles seinerseits durch seine Soldaten von hier aus nun ebenfalls viele Rothenburger Dörfer innerhalb der sogenannten Landhege niederbrennen.
An den gut befestigten Mauerringen und Gräben der Burg Colmberg scheiterten jedoch nicht nur die Rothenburger Offensive 1449, sondern auch alle späteren Angriffe, auch die während des Bauernkrieges. 1525 musste sich der „Rote Konrad“, dem vorher in Franken um die 200 Burgen und Schlösser zum Opfer gefallen waren, den starken Mauern ergeben. Kurz vor dem Dreißigjährigen Krieg sodann baute man noch die vorkragende Bastei mit kleinen Geschützen am südlichen äußeren Mauerring an. Der kaiserliche Feldherr Tilly, der 1631 die Burg erobern wollte, hatte keinen Erfolg beim Versuch, die Festung einzunehmen. Während des Dreißigjährigen Krieges war die Burg so für die umliegende Bevölkerung ein zuverlässiger Schutz. Während der folgenden Barockzeit jedoch verlor die Burg an Bedeutung. Der markgräfliche Oberamtmann war zumeist in Ansbach und ließ sich durch den Vogt oder Kastner vertreten.

### Unter preußischer und bayerischer Verwaltung

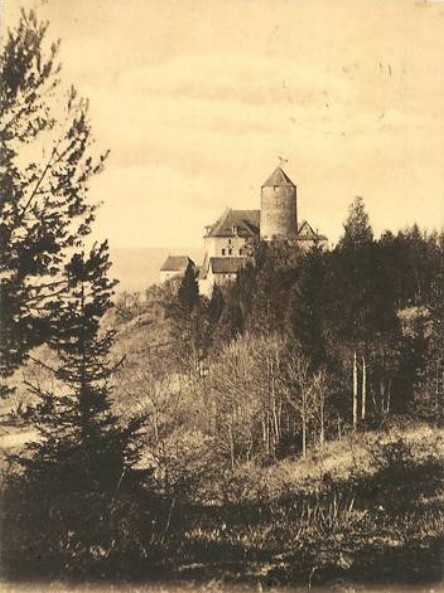
Burg Colmberg (ca. 1900)

Nach der Abdankung des letzten Markgrafen Alexander 1791 stand Colmberg bis 1806 unter preußischer Verwaltung. Als das Königreich Bayern das von Napoleon I. übergebene Gebiet der ehemaligen Markgrafschaft neu organisierte, wurde die Burg Colmberg 1810 Sitz eines Rentamtes im Landgericht Leutershausen, wodurch die Burg vor dem Verkauf auf Abbruch bewahrt werden konnte.

### Privatbesitz
Nachdem das Landgericht Leutershausen mit Beginn des Jahres 1880 aufgehoben und das hiesige Rentamt nach Ansbach verlegt worden war, verkaufte der bayerische Staat die für ihn nutzlos gewordene Burg an den Würzburger Kaufmann Rösner. 1888 ging die Burg in den Besitz von Alexander Freiherr von Siebold über und wurde 1896 an Major Klingebeil verkauft, der 1903 Suizid beging, indem er sich von der äußeren Burgmauer stürzte. Seine Witwe, Käthe Klingebeil-Glüber, bewohnte die Burg noch weitere 24 Jahre.
Von 1927 an war die Burg im Besitz von Ernst Arthur Voretzsch, deutscher Gesandter in Lissabon und von 1928 bis 1933 Botschafter in Japan. Sein Neffe Ernst Adalbert Voretzsch, Schlossverwalter in Colmberg, wurde in der Zeit des Nationalsozialismus zum Haupteinsatzführer im Einsatzstab Reichsleiter Rosenberg (ERR) und deponierte 25 LKW-Ladungen an geraubten Kulturgütern, darunter Ikonen aus Pskow und Nowgorod, in Colmberg ein, 1946 wurden davon in einem ersten Shipment 1178 Ikonen und Gemälde von der US-amerikanischen Besatzungsmacht an die Sowjetunion restituiert.
Nach dem Tod Voretzschs 1964 kam Burg Colmberg in den Besitz der Familie Unbehauen aus Colmberg, der die Burg heute noch gehört.

## Baugeschichte und Beschreibung

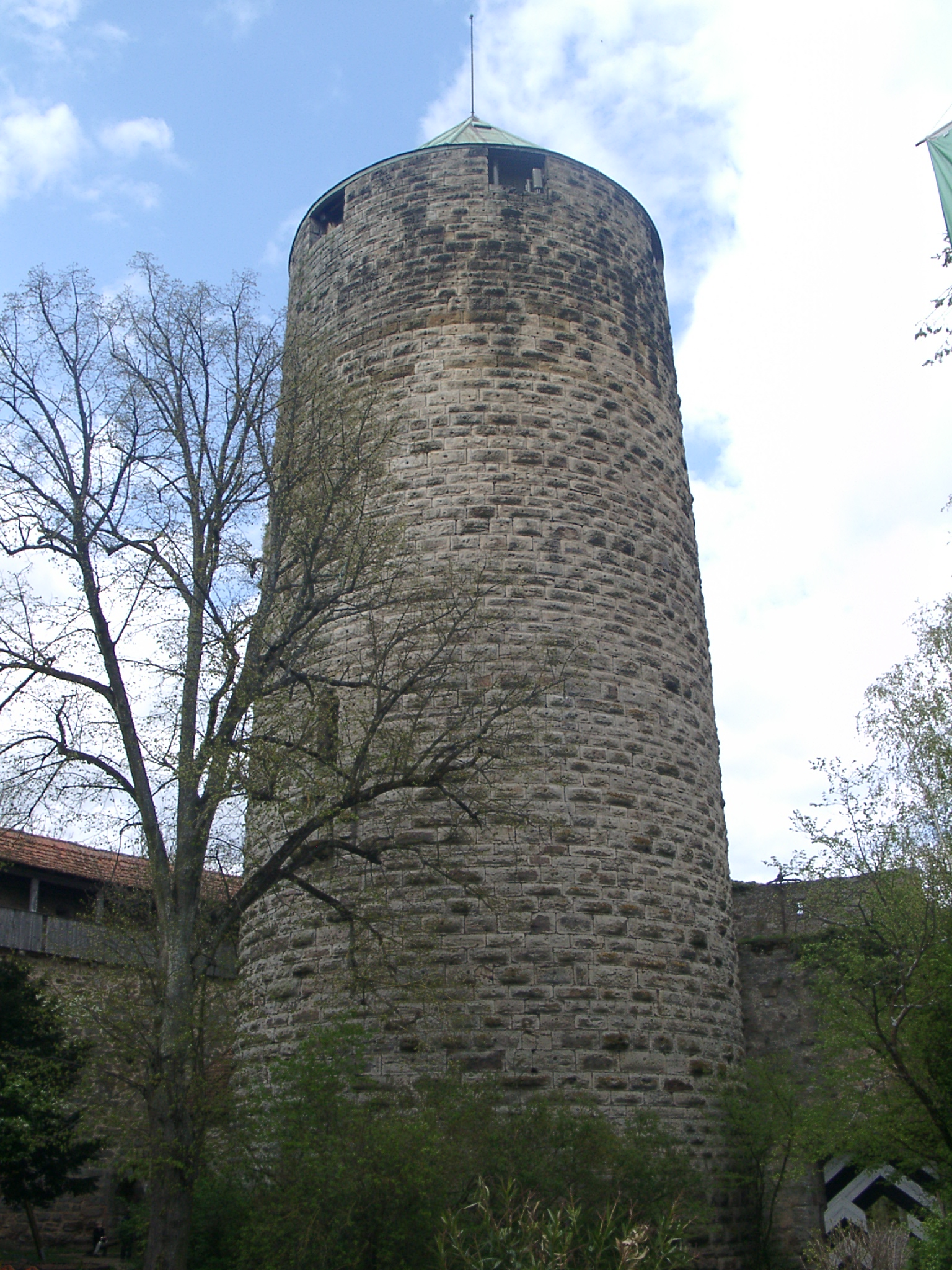
Bergfried von Burg Colmberg

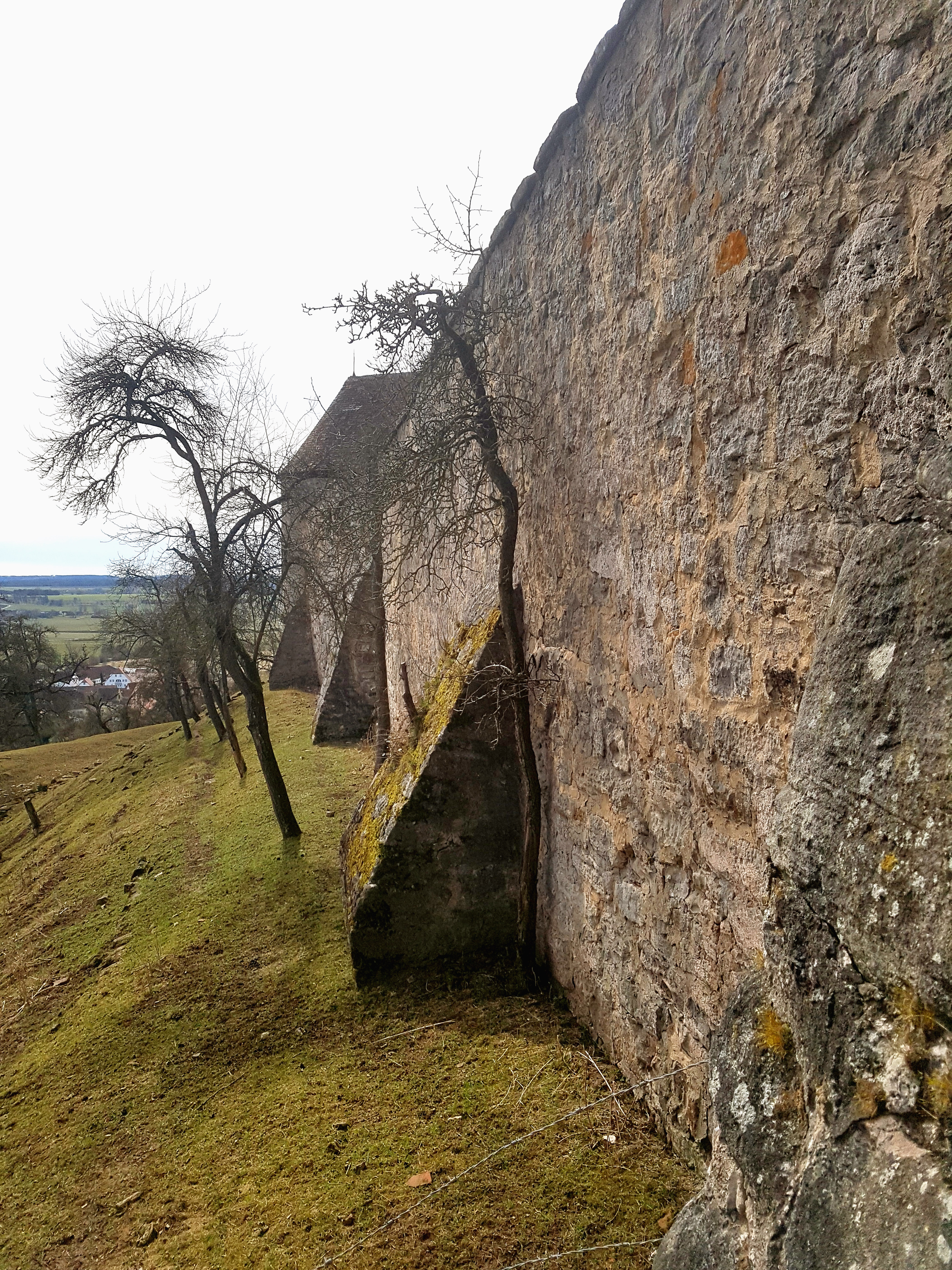
Äußere Burgmauer

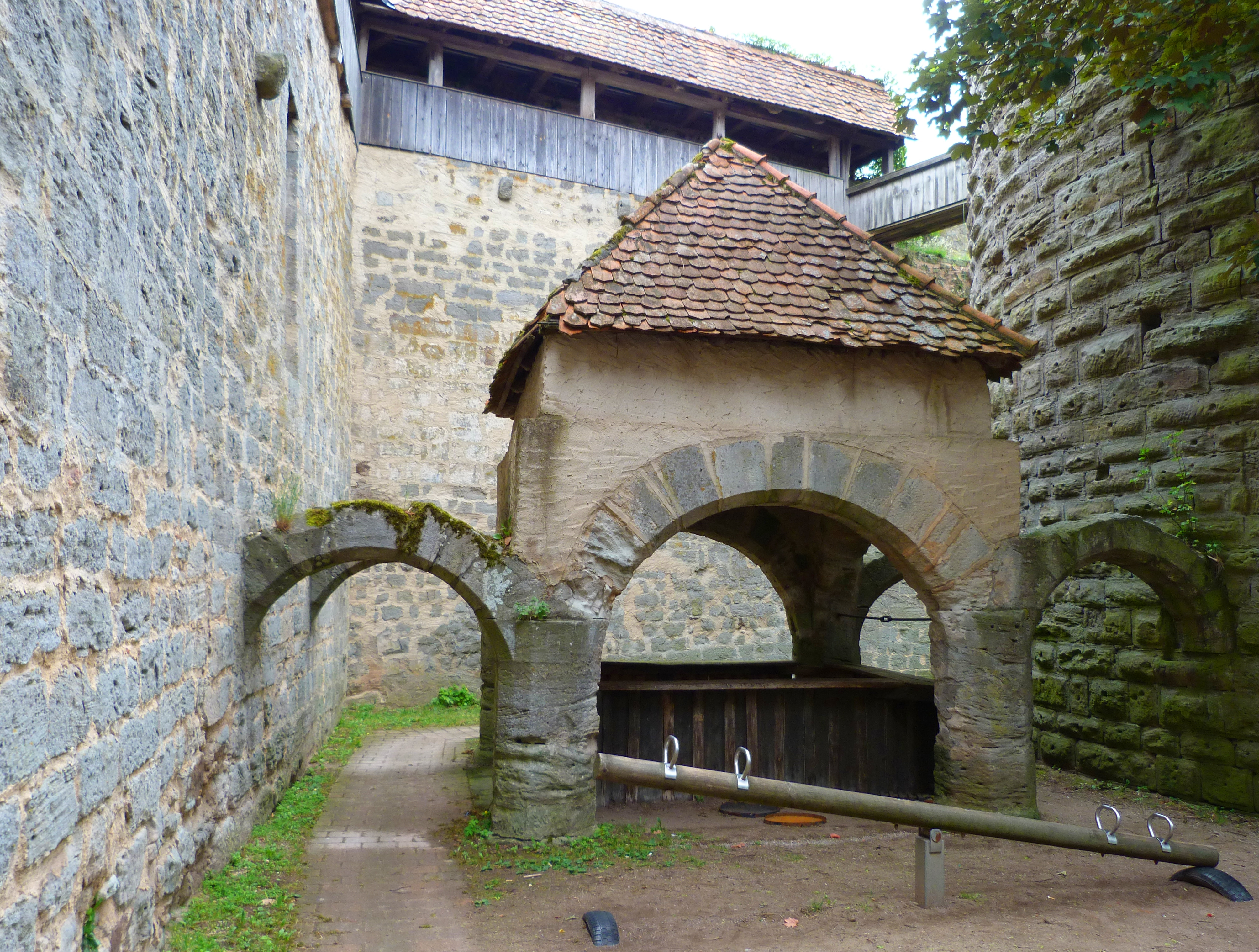
Innenanlage von Burg Colmberg mit Sicht auf die Gerichtslaube

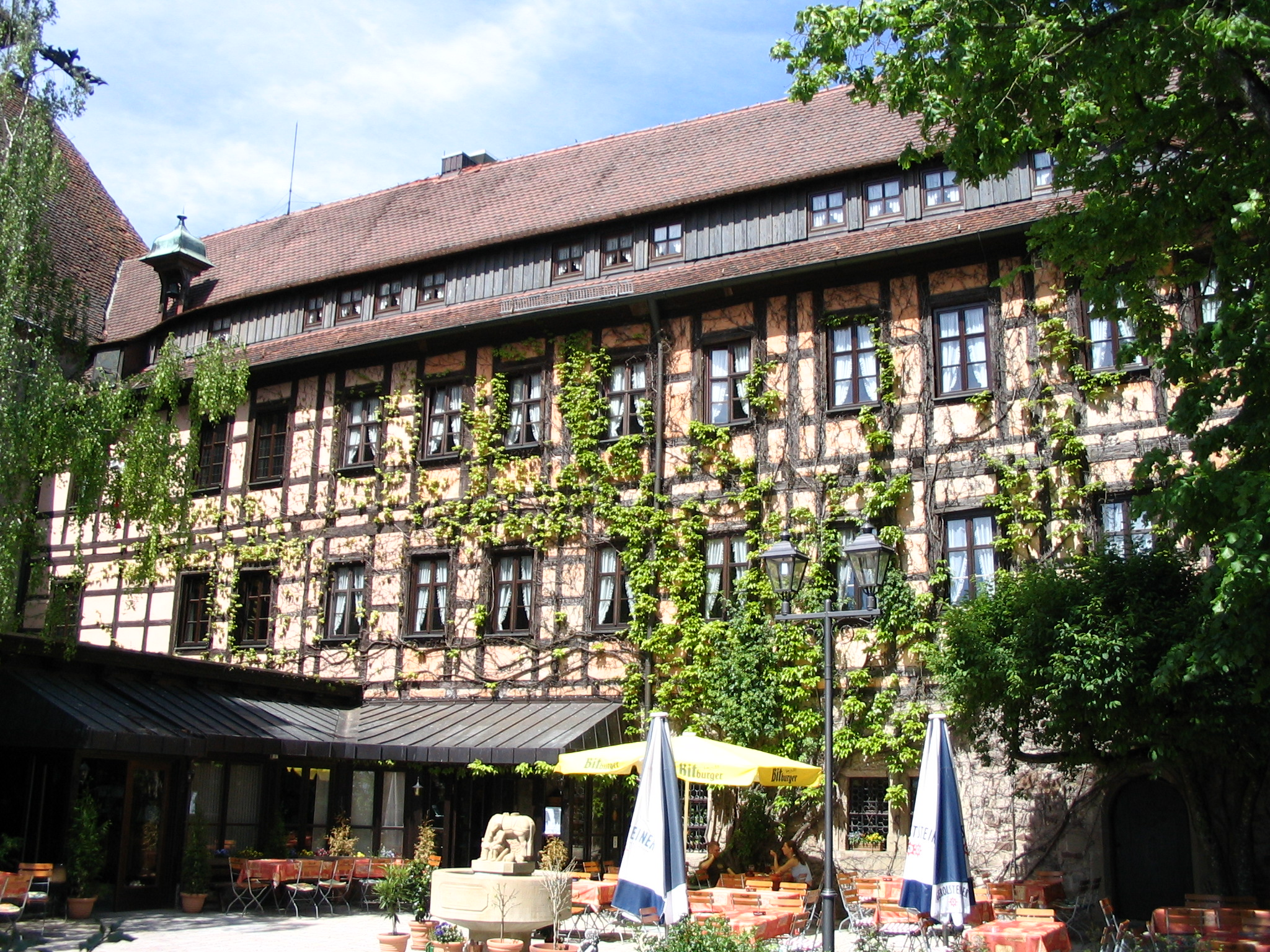
Fachwerkbau der Burg

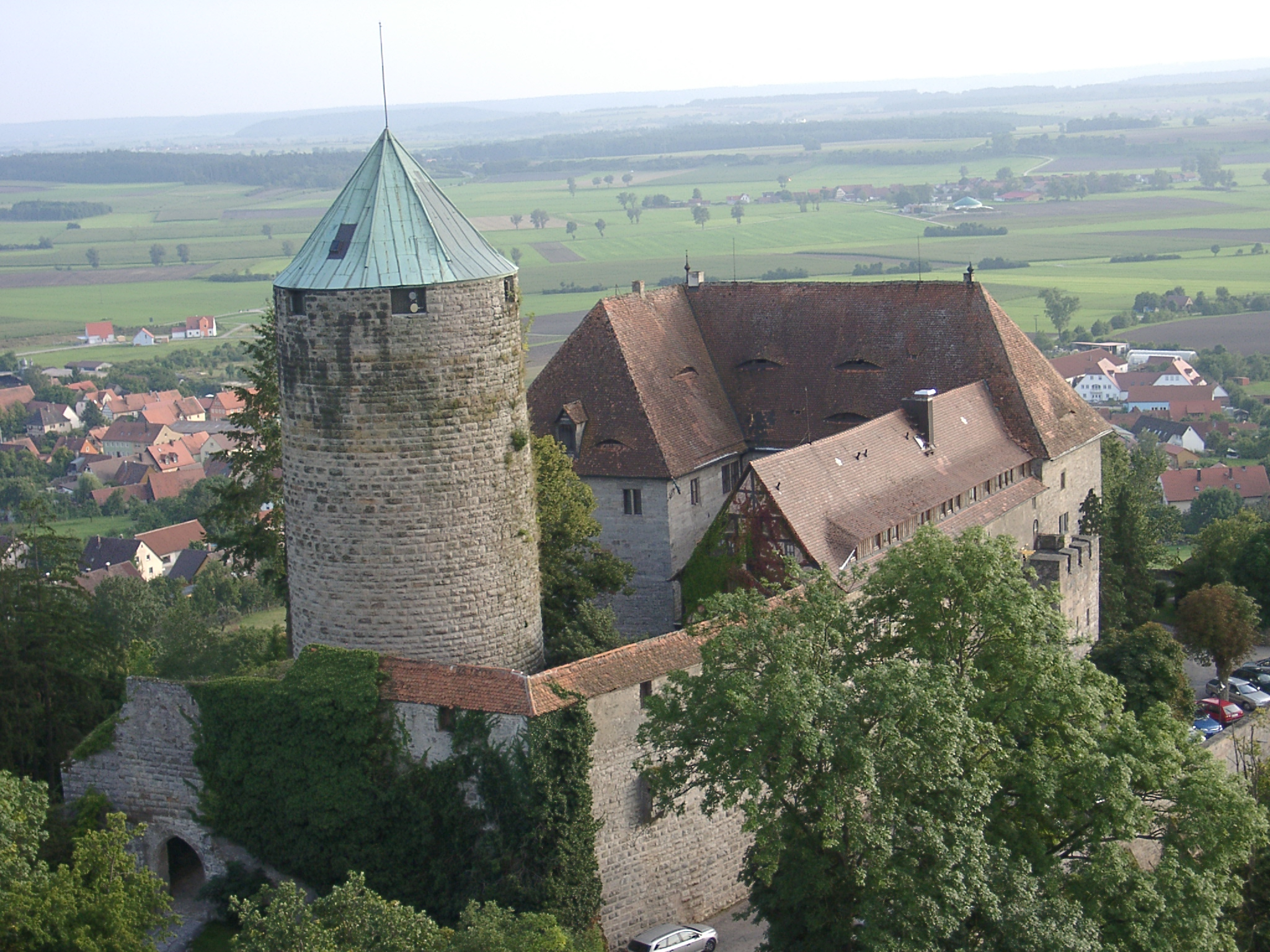
Burg Colmberg aus nördlicher Richtung

Die Burg Comberg ist eine mittelalterliche Abschnittsburg. Aus der Zeit um 1150 stammt der untere Teil des Palas mit Kemenate sowie aus der Zeit um 1250 der etwa 35 Meter hohe vierstöckige runde Bergfried. Dieser besitzt ein bis zu 6 Meter starkes Mauerwerk aus mit Löchern versehenen Buckelquadern und ist über einen Steg mit dem Wehrgang der inneren Mauer verbunden. Die Burgkapelle im 1. Stock des Kemenatenbaues (Frauenhaus im mittleren Burgteil) ließ Markgraf Albrecht Achilles einrichten. Das gotische Maßwerk der Kapelle und die Stiftungsurkunde vom 3. Mai 1451 sind noch erhalten.
Der Bergfried verfügte über einen Tiefbrunnen (Ziehbrunnen). Die Gerichtslaube neben dem Bergfried erinnert noch heute an das Hals- und Banngericht, das auf der Burg vom Colmberger Oberamtmann ausgeübt wurde. Im zweiten Geschoss unter dem Palas befanden sich die heute nicht mehr zugänglichen Burgverliese, über denen die mittelalterliche Küche mit ihren Vorratsräumen untergebracht war. Die Waffenhalle im Erdgeschoss hatte keinen Zugang zum Burghof. Dieser war nur auf der Innenseite durch eine Außentreppe mit Tonnengewölbe möglich, die im ersten Stock zum Rittersaal führte. An der gut befestigten Burganlage mit Erdwall und Graben, doppeltem Mauerring und Außenbrunnen, 1,3 Meter starker Ringmauer und Halsgraben zum Bergrücken hin scheiterten alle feindlichen Angriffe.
Etwa um 1700 entstand über dem Erdgeschoss des ehemaligen Marstalls der heute noch erhaltene Fachwerkbau auf der rechten Seite des Burghofs, das markgräfliche Kastenamt, wobei alte Teile der Burganlage abgerissen wurden, z. B. die Zugänge zu den Außenabortanlagen. Ebenfalls abgerissen wurde die südliche Mauer des Innenhofs, wodurch endlich die Sonne in den Burghof scheinen konnte. Vorher muss es hier sehr finster, feucht und im Winter kalt gewesen sein. Gegenüber dem inneren Tor wurde an die Außenmauer angelehnt ein Pferdestall errichtet, weil es ja keinen Marstall mehr gab.
Die älteste bekannte Beschreibung der Festung wurde vom markgräflichen Landmesser und Ingenieurleutnant Johann Georg Vetter 1732 verfasst:

„Ein hochfürst(lich) ansbachisches, wohl gebautes Schloss, welches mit einem schönen hohen von puren Quaderstücken gebautem Turm, mit einer Schlosskapelle, Getreidekasten, Kastnerswohnung, Kastenmessers- und Amtsknechtshaus, ingleichen mit einer doppelten Mauer und verschiedenen Türmen versehen, liegt gegen Mitternacht des Fleckens Colmberg auf dem Berg.“

Als die Burg 1880 in den Besitz Rösners kam, investierte der große Mittel, um den Bestand der Burg wenigstens zu sichern. Allerdings soll er die obersten Steinschichten der Außenmauer abgebrochen und verkauft haben. Unter Alexander Freiherr von Siebold wurde Burg Colmberg später im gotischen Stil restauriert.
Voretzsch ließ, als im August 1928 ob eines schweren Unwetters das Ziegeldach des Bergfrieds heruntergefegt wurde, ebenjenes durch eine kupferne Haube ersetzen, die heute noch vorhanden ist.
Noch gegen Ende des Zweiten Weltkriegs wurde der Ort Colmberg am 17. April 1945 schwer zerstört. Auch das Schloss wurde von amerikanischen Truppen beschossen. Der Schaden hielt sich aber in Grenzen.
Familie Unbehauen baute die Burg schließlich zu einem Hotel mit Restaurantbetrieb um.